# قرية ابن عودة
قرية بن عودة قرية مغربية بإقليم القنيطرة الساحلي، شمالي الرباط. تضم بلدة قرية بن عودة 11.147 نسمة (إحصاء 2004).